# Cheilolejeunea giraldiana
Cheilolejeunea giraldiana là một loài Rêu trong họ Lejeuneaceae. Loài này được (C. Massal.) Mizut. mô tả khoa học đầu tiên năm 1964.